# ドリス・ジェトゥー
ドリス・ジェトゥー（英: Driss Jettou、アラビア語: إدريس جطو、1945年5月24日 - ）はモロッコの政治家。2002年から2007年まで同国の首相を務めた。アル・ジャディーダ出身。

## 教育
カサブランカのアル・フワーリズミー大学で中等教育を受けた後、1964年に数学の専門バカロレア資格を取得した。その後ラバトで理学を学び、1966年に物理学と化学で卒業した。その後、1968年にはロンドン、コードウェイナーズの同業者組合の経営を担った。

## 民間でのキャリア
1968年から1993年の間、ジェトゥーはモロッコの企業で多くの管理職に就いた。同国の皮革業連盟を統括したり、企業連盟の一員にもなった。さらに輸出業協会の副会長にも就任した。

## 首相として
2002年10月9日に彼は国王ムハンマド6世から首相に任ぜられた。無所属であることから異論が相次いだが、人民勢力社会主義同盟 (USFP) やイスティクラル党から成る連立政権を組み議会の過半数を確保した。彼は1997年から1998年まで財務大臣を、2001年から首相に任命されるまで内務大臣をそれぞれ務めていたため、政治経験はあった。
2004年にはアメリカ合衆国との間で自由貿易協定 (FTA) を締結し、功績をあげた。
2007年9月の議会選挙を受け、ムハンマド6世はイスティクラル党代表のアッバス・エル＝ファッシを首相に任命したため、ジェトゥーは首相を辞任した。